# Família Dejanira
A família Dejanira é uma pequena família de asteroides localizados no cinturão principal. A família foi nomeada devido ao primeiro asteroide que foi classificado neste grupo, o 157 Dejanira.

## Os maiores membros desta família
| Nome         | Diâmetro | Semieixo maior | Inclinação orbital | Excentricidade orbital | Ano da descoberta |
| ------------ | -------- | -------------- | ------------------ | ---------------------- | ----------------- |
| 157 Dejanira | 19,1 km  | 2,580 UA       | 12,162 °           | 0,196                  | 1875              |